# 정해옥
정해옥(丁海玉)은 대한민국의  탁구 선수였다. 1966년 태국 방콕 아시아 게임에서 단체전 은메달을 획득하였다.

1966년 여자탁구대표단